# Sojuz 18
Sojuz 18 è la denominazione di una missione della navicella spaziale Sojuz verso la stazione spaziale sovietica Saljut 4 (DOS 4). Si trattò del diciottesimo volo equipaggiato di questa capsula, del trentaquattresimo volo nell'ambito del programma Sojuz sovietico nonché del secondo volo equipaggiato verso questa stazione spaziale.

## Equipaggio
- Pëtr Illič Klimuk, (secondo volo) comandante
- Vitalij Ivanovič Sevast'janov (secondo volo), ingegnere di bordo

### Equipaggio di riserva
- Uladzimir Vasil'evič Kavalënak, comandante
- Jurij Anatol'evič Ponomarëv, ingegnere di bordo

## Missione
Dopo l'insuccesso della missione Sojuz 18-1 venne considerato quale obiettivo principale dei programmi spaziali sovietici la continuazione dei lavori iniziati presso la stazione spaziale. In primo piano avanzarono gli esperimenti di carattere medico e biologico, i quali erano strettamente legati al prolungamento della durata della missione dagli originari 29 giorni fino a quasi 63 giorni ininterrotti. Inoltre venne continuato con la registrazione di immagini fotografiche della Terra, dei pianeti e di altri obiettivi celesti nonché la continuazione delle esplorazioni di carattere astrofisico. Durante il volo della Sojuz 18 si svolse pure il programma Apollo-Sojuz. Per questo motivo ben 7 astronauti/cosmonauti (oltre all'equipaggio di questa missione gli statunitensi Stafford, Brand e Slayton nonché i sovietici Leonov e Kubasov) si trovavano contemporaneamente nello spazio.

## Ulteriori dati di volo
I parametri sopra elencati indicano i dati pubblicati immediatamente dopo il termine della fase di lancio. Le continue variazioni ed i cambi di traiettoria d'orbita sono dovute alle manovre di aggancio. Pertanto eventuali altre indicazioni risultanti da fonti diverse sono probabili ed attendibili in considerazione di quanto descritto.

### Traiettoria d'orbita della Saljut 4 al momento dell'aggancio
- Perigeo: 338 km
- Apogeo: 449 km
- Inclinazione assiale: 51,59º
- Periodo orbitale: 91,34 min